# Локвуд (Мисури)
Локвуд (енгл. Lockwood) град је у америчкој савезној држави Мисури.

## Демографија
По попису из 2010. године број становника је 936, што је 53 (-5,4%) становника мање него 2000. године.
| Група             | 2000.       | 2010.       |
| Белци             | 960 (97,1%) | 895 (95,6%) |
| Афроамериканци    | 0 (0,0%)    | 3 (0,3%)    |
| Азијати           | 4 (0,4%)    | 7 (0,7%)    |
| Хиспаноамериканци | 5 (0,5%)    | 12 (1,3%)   |
| Укупно            | 989         | 936         |